# 꼬마나무이끼과
꼬마나무이끼과(Miyabeaceae)는 털깃털이끼목에 속하는 이끼과의 하나이다. 깃털이끼과에 포함시켜 분류하기도 한다. 설편납작이끼(Homaliadelphus targionianus)와 꼬마나무이끼(Miyabea fruticella) 등을 포함하고 있다.

## 하위 속
- Bissetia
- 설편납작이끼속 (Homaliadelphus)
- 꼬마나무이끼속 (Miyabea)